# Direcció general d'Assegurances i Fons de Pensions
La Direcció general d'Assegurances i Fons de Pensions és un òrgan administratiu que depèn de la Secretaria d'Estat d'Economia i Suport a l'Empresa, adscrita al Ministeri d'Economia i Empresa d'Espanya, conforme al Reial decret 345/2012, de 10 de febrer, que desenvolupa l'estructura orgànica bàsica del Ministeri. El president és Sergio Álvarez Camiña des del 24 de febrer de 2017.
El sector d'assegurances i fons de pensions a Espanya està sota la supervisió i control d'aquest organisme, que s'encarrega de supervisar i controlar l'adequat funcionament del sector i de donar la protecció adequada als clients de les entitats asseguradores, així com als partícips dels plans de pensions. Per a això compta amb facultats de regulació, ordenació i supervisió sobre les entitats que componen el sector, la qual cosa garanteix un funcionament adequat d'acord amb la normativa vigent.

## Estructura i funcions
La seva estructura i funcions es descriuen en el Reial decret 1552/2004 de 25 de juny, publicat el dia 26 de juny del mateix any, desenvolupa l'estructura orgànica bàsica del Ministeri d'Economia i Hisenda. En ella apareix, depenent de la Secretaria d'Estat d'Economia, la Direcció general d'Assegurances i Fons de Pensions (dividida, al seu torn, en quatre sotsdireccions generals: d'assegurances i política legislativa; d'ordenació del mercat d'assegurances; d'inspecció; i de plans i fons de pensions), a la qual s'assigna l'acompliment de les funcions que les disposicions vigents atribueixen al Ministeri d'Economia i Hisenda en matèria d'assegurances i reassegurança privats, mediació en assegurances, capitalització i fons de pensions, excepte les expressament encomanades al Ministre. En particular, li corresponen les següents:
- Control del compliment dels requisits precisos per a l'accés i l'ampliació de l'activitat asseguradora i reasseguradora privada, la supervisió ordinària del seu exercici, el control dels requisits exigibles als administradors i socis de les entitats que realitzen aquesta activitat i a les altres persones físiques i jurídiques sotmeses a la Llei 30/1995, de 8 de novembre, d'ordenació i supervisió de les assegurances privades.
- Control en matèria de fusions, agrupacions, cessions de cartera, transformacions, escissións i altres operacions entre entitats asseguradores, i les iniciatives sobre mesures i operacions que comportin una millora en l'estructura sectorial o en la d'algun dels seus rams.
- Control previ per a l'accés a l'activitat de mediació en assegurances, la supervisió ordinària del seu exercici i l'acompliment de les altres funcions de vigilància previstes en la Llei 9/1992, de 30 d'abril, de mediació en assegurances privades.
- Control del compliment dels requisits precisos per a l'accés a l'activitat per entitats gestores de fons de pensions, la supervisió ordinària del seu exercici, així com dels requisits que han de complir els plans i fons de pensions conformement al text refós de Llei de Regulació dels Planes i Fons de Pensions, aprovat pel Reial decret Legislatiu 1/2002, de 29 de novembre
- Supervisió ordinària i la inspecció de l'exercici de la seva activitat per les entitats i persones enunciades en els paràgrafs precedents i l'anàlisi de la documentació que han de remetre les entitats asseguradores a la Direcció general d'Assegurances i Fons de Pensions per facilitar el control de la seva solvència.
- Preparació de projectes normatius en matèria de les competències del centre directiu.
- Realització d'estudis sobre els sectors d'assegurances i reassegurances privades i plans i fons de pensions, així com la coordinació de les relacions en aquests àmbits amb la Unió Europea, amb altres Estats i amb organismes internacionals, d'acord amb el Ministeri d'Afers Exteriors i de Cooperació.
- Suport administratiu i tècnic al Comissionat per a la defensa de l'assegurat i del partícip en plans de pensions en l'exercici de les funcions que té encomanades, així com desenvolupar les funcions que li atribueix la normativa sobre protecció dels clients de serveis financers.
- Contestació a les consultes formulades en matèria d'assegurances i reassegurances privades, mediació en assegurances privades i plans i fons de pensions, excepte aquelles que correspongui atendre al Comissionat per a la defensa de l'assegurat i del partícip en plans de pensions.

## Història
Es desconeix amb exactitud la creació del citat organisme. No obstant això, se sap que en 1928 es denominava Subdirecció d'Assegurances i Estalvi, i que en 1935 ja havia ascendit de rang i es deia Direcció general d'Assegurances i Estalvi. Es creu que en algun moment, després de l'arribada de la democràcia a Espanya, va canviar el seu nom per l'actual.
El 23 de maig de 2008 el llavors vicepresident segon i ministre d'Economia d'Espanya, Pere Solbes Mira, anunciava en la Comissió d'Economia i Hisenda del Congrés que l'Executiu planejava una reordenació de les competències en matèria de supervisió i inspecció sobre el sistema financer, en línia amb l'acordat dies abans pels ministres de Finances de la Unió Europea (Ecofin).
El projecte preveia separar la supervisió de la solvència de la dels comportaments i pràctiques als mercats i, segons va explicar Solbes, tenia per objecte millorar l'eficàcia en la vigilància de la solvència i competitivitat dels intermediaris financers i de la transparència dels mercats en els quals actuen.
Això suposaria la transformació de la Comissió Nacional del Mercat de Valors (CNMV), en detriment de la Direcció general d'Assegurances (DGS), les funcions de les quals serien assumides per un nou organisme (la Comissió Nacional de Serveis Financers), que vigilaria als inversors, als assegurats i als estalviadors.
El Banc d'Espanya, es dedicaria a assegurar la solvència no sols de bancs i caixes, sinó també de la resta d'entitats financeres, incloses asseguradores i institucions d'inversió. Això hauria suposat la fi de la Direcció general d'Assegurances i Pensions, però gairebé un any i mig després de l'anunci, un periòdic digital es fa ressò que amb prou feines queda la previsió que la llei sobre unificació de supervisors financers arribi al Parlament al començament de 2010, i ni els grups parlamentaris, ni els sindicats ni els organismes afectats tenen en la seva agenda de moment la reforma de la supervisió.
Segons van explicar fonts del Ministeri d'Economia, la reestructuració de la supervisió haurà d'esperar al fet que es prengui una decisió en la Unió Europea, on s'estudia l'assumpte amb vista a adoptar un model comú que podria ser més similar a l'actual que al que inclou dos supervisors o twin peaks.

## Titulars
- Sergio Álvarez Camiña (2017-)
- María Flavia Rodríguez-Ponga Salamanca (2011-2017)
- Ricardo Lozano Aragüés (2004-2011)
- José Carlos García de Quevedo Ruiz (2002-2004)
- María del Pilar González de Frutos (2000-2002)

Dirección General de Seguros
- María del Pilar González de Frutos (1997-2000)
- Antonio Fernández Toraño (1994-1997)
- Eduardo Aguilar Fernández-Hontoria (1991-1994)
- Guillermo Kessler Saiz (1988-1991)
- León Benelbas Tapiero (1987-1988)
- Pedro Fernández-Rañada de la Gándara (1985-1987)
- José María García Alonso (1984-1985)
- Joaquín Tejero Nieves (1982-1984)
- Luis Angulo Rodríguez (1979-1982)
- Fernando del Caño Escudero (1976-1979)